# 中原兼遠
中原兼遠（？—1181年），日本平安時代武士。他是右馬少允中原兼經之子，為源義仲的養父。
中原兼遠是信濃國木曾地方的豪族。久壽2年（1155年）發生大藏合戰，源義賢襲擊侄兒源義平之際，其孤兒駒王丸被畠山重能和齋藤實盛救出，由時任信濃權守中原兼遠隱藏並養育成人。駒王丸長大後，以木曾義仲之名參加源平合戰。中原兼遠的兒子樋口兼光和今井兼平，為源義仲麾下的重臣。此外，根據《源平盛衰記》的記載，源義仲之妾巴御前是中原兼遠的女兒。一說中原兼遠的一個女兒給源義仲生下清水冠者源義高。